# إيمي بلاك
إيمي بلاك (بالإنجليزية: Amy Black)‏ هي ملحنة ومغنية مؤلفة أمريكية، ولدت في 18 يناير 1972 في سبرينغفيلد في الولايات المتحدة.

## وصلات خارجية
- الموقع الرسمي